# Sigmodon toltecus
Sigmodon toltecus, también conocido como rata algodonera tolteca, es una especie de roedor de la familia Cricetidae, nativa de México y Guatemala.

## Distribución
Su área de distribución incluye el este de México desde el río Grande hasta las tierras bajas de Chiapas, y el norte de Guatemala.